# Salgado Filho (Santa Maria)
Salgado Filho é um bairro do distrito da sede, no município de Santa Maria, Rio Grande do Sul, Brasil. Localiza-se na região norte da cidade.
O bairro Salgado Filho possui uma área de 0,7516 km² que equivale a 0,62% do distrito da Sede que é de 121,84 km² e  0,0420% do município de Santa Maria que é de 1791,65 km².

## História
O bairro já existia oficialmente em 1986. Em 2006, quando a Sede teve reconfigurada sua divisão em bairros, surgem os bairros Carolina e Divina Providência, ambos com áreas totalmente subtraídas do Salgado Filho. Com a criação desses dois novos bairros, o Salgado Filho teve sua área reduzida a cerca de um terço do que era até 2006.

## Limites
Limita-se com os bairros: Carolina, Caturrita, Chácara das Flores, Divina Providência, Nossa Senhora do Perpétuo Socorro.
Descrição dos limites do bairro: A delimitação inicia na linha férrea Santa Maria-Uruguaiana, num ponto da linha de projeção do fundo dos lotes que confrontam ao leste com a Rua Boa Vista, da Vila Norte, segue-se a partir daí pela seguinte delimitação: eixo da linha férrea Santa Maria - Uruguaiana, no sentido sudeste, contornando para sul, até encontrar a ponte sobre a Rua Fernandes Vieira; eixo da canalização do Arroio Cadena, no sentido a jusante, até encontrar o ponto da linha de projeção do fundo dos lotes que confrontam ao leste com a Rua Boa Vista, da Vila Norte; por esta divisa, cruzando a Rua José Barin, no sentido norte, até encontrar o eixo da linha férrea Santa Maria - Uruguaiana, início desta demarcação.

## Unidades residenciais
O bairro Salgado Filho, pertencente ao distrito da Sede, é uma unidade de vizinhança que contém as seguintes unidades residenciais:
| # | Unidade residencial            | Localização                       | Limites | Obs.       |
| - | ------------------------------ | --------------------------------- | --- | ---------- |
| 1 | Salgado Filho                  | 29° 40' 16.81" S 53° 49' 16.01" O | Toda a área do perímetro do bairro Salgado Filho sem denominação específica. |            |
| 2 | Vila Brasília                  | 29° 40' 16.81" S 53° 49' 16.01" O | A unidade residencial urbana que limita ao norte e a leste com a linha férrea Santa Maria/Uruguaiana; ao sul, com a Rua Francisco Brochado da Rocha e ao oeste com a Rua “I”. | [ Obs. 1 ] |
| 3 | Vila Kennedy                   | 29° 40' 21.12" S 53° 49' 26.14" O | A unidade residencial urbana que limita ao norte com as Ruas Manuel Antunes Martins e Otelo Rosa; a leste, com a Rua “I” da Vila Brasília, ao sul com a Rua Francisco Brochado da Rocha e ao oeste com a Avenida Borges de Medeiros.                                                    | [ Obs. 2 ] |
| 4 | Vila Norte                     | 29° 40' 18.97" S 53° 49' 42.55" O | A unidade residencial urbana que ao norte, dista aproximadamente 150 metros da linha férrea Santa Maria/Uruguaiana; a leste, com a Avenida Borges de Medeiros; ao sul, com a Rua José Barin e a oeste com o fundo dos lotes que confrontam ao leste com a Rua Boa Vista, da Vila Norte. | [ Obs. 3 ] |
| 5 | Vila Nossa Senhora do Trabalho | 29° 40' 15.45" S 53° 49' 33.93" O | A unidade residencial urbana que limita ao norte com a linha férrea Santa Maria/Uruguaiana; a leste, com o prolongamento da Rua “I”; ao sul, com as Ruas Otelo Rosa e Manuel Antunes Martins; a oeste com a Avenida Borges de Medeiros.                                                 | [ Obs. 4 ] |
| 6 | Vila Salgado Filho             | 29° 40' 28.63" S 53° 49' 22.88" O | A unidade residencial urbana que limita ao norte com a Rua Francisco Brochado da Rocha; a leste com a linha férrea Santa Maria/Uruguaiana e a Rua Maria Loureiro Ilha; ao sul, com o Arroio Cadena e a oeste com a Avenida Borges de Medeiros.                                          | [ Obs. 5 ] |

1. ↑  O principal acesso se dá pela Rua Francisco Brochado da Rocha, que faz esquina com a Avenida Borges de Medeiros.
2. ↑  O principal acesso se dá pela Rua Francisco Brochado da Rocha, que faz esquina com a Avenida Borges de Medeiros.
3. ↑  O principal acesso se dá pela Avenida Borges de Medeiros.
4. ↑  O acesso principal se dá pela Avenida Borges de Medeiros.
5. ↑  O acesso principal se dá pela Avenida Oliveira Mesquita.

## Demografia

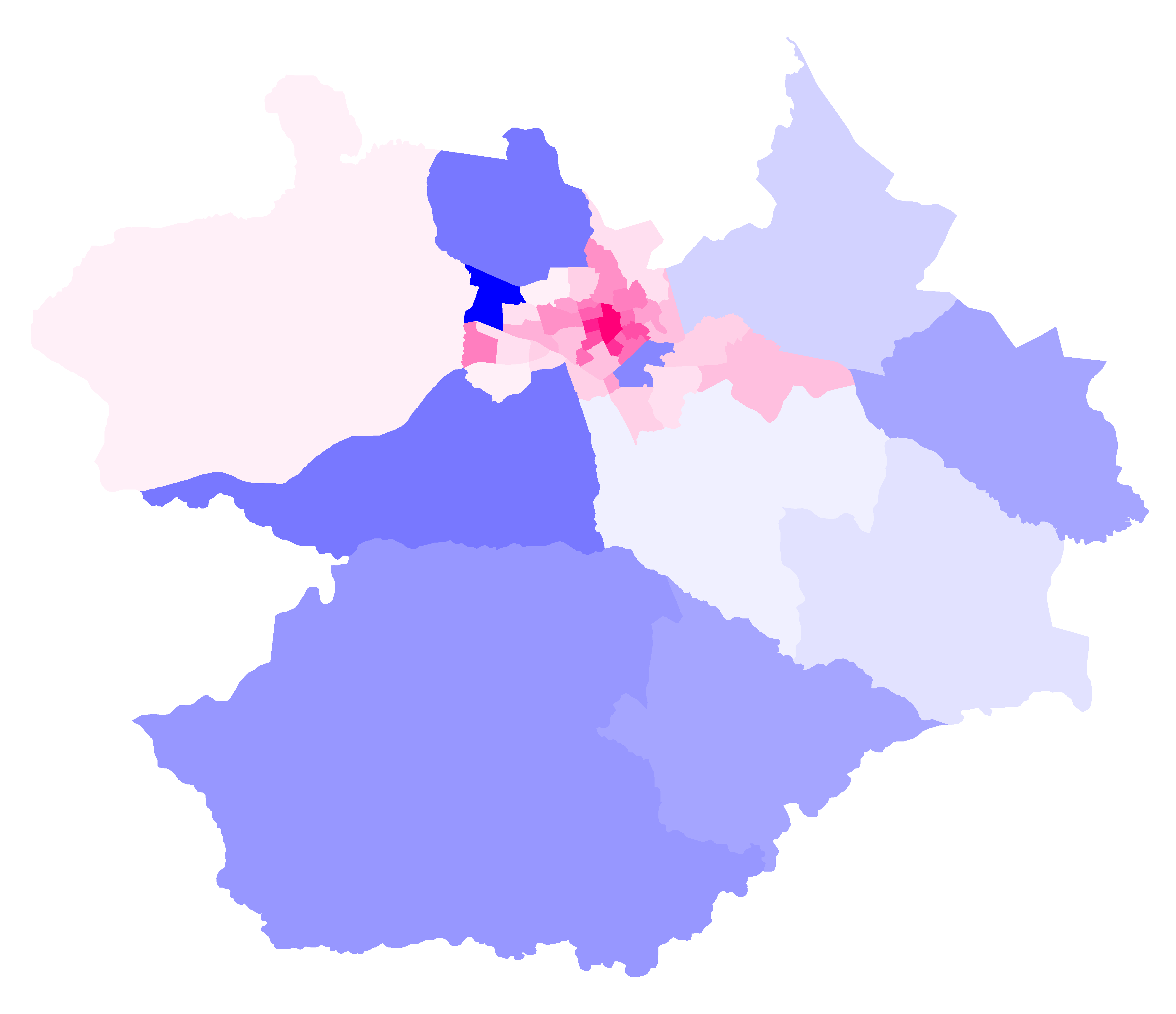
Mapa do município de Santa Maria com as divisões em bairros. Em escalas de azul os bairros com predominância masculina e em escalas de rosa os bairros com predominância feminina. Observa-se que quanto melhor a infraestrutura e o acesso a ela mais convidativo o bairro é para a população feminina. E, reciprocamente, podemos reconhecer os bairros com melhor infraestrutura observando onde a população feminina está concentrada.

Segundo o censo demográfico de 2010, Salgado Filho é, dentre os 50 bairros oficiais de Santa Maria:
- Um dos 41 bairros do distrito da Sede.
- O 7º bairro mais populoso.
- O 43º bairro em extensão territorial.
- O 1º bairro mais povoado (população/área).
- O 33º bairro em percentual de população na terceira idade (com 60 anos ou mais).
- O 42º bairro em percentual de população na idade adulta (entre 18 e 59 anos).
- O 5º bairro em percentual de população na menoridade (com menos de 18 anos).
- Um dos 39 bairros com predominância de população feminina.
- Um dos 30 bairros que não contabilizaram moradores com 100 anos ou mais.

Distribuição populacional do bairro
1. Total: 9.801 (100%)
  1. Urbana: 9.801 (100%)
  2. Rural: 0 (0%)
2. Homens: 4.784 (48,81%)
  1. Urbana: 4.784 (100%)
  2. Rural: 0 (0%)
3. Mulheres: 5.017 (51,19%)
  1. Urbana: 5.017 (100%)
  2. Rural: 0 (0%)

## Infraestrutura
Espaços públicos
No bairro estão situadas as praças Estado de Israel e Nativo Ferreira Cezar e o largo da Liberdade.